# Lawsonit
Lawsonit là một khoáng vật silicat đảo kép, có công thức hóa học là CaAl2Si2O7(OH)2•H2O. Lawsonit là một loại khoáng vật biến chất của các tướng đá phiến lam. Nó cũng là khoáng vật thứ sinh trong các đá gabro và diorit bị biến đổi. Khóng vật cộng sinh gồm epidot, titanit, glaucophan, granat và thạch anh. Nó không phải là thành phần phổ biến của eclogit.
Khoáng vật này được phát hiện năm 1895 ở Tiburon peninsula, quận Marin, California. Tên của nó được đặt theo tên nhà địa chất học Andrew Lawson (1861-1952).